# 何塞·胡安·巴斯克斯
何塞·胡安·巴斯克斯（西班牙語：José Juan Vázquez，1988年3月14日—），墨西哥男子足球运动员，司职中场。他曾代表墨西哥国家队参加2014年国际足联世界杯，结果队伍止步十六强赛。